# پاین هالو (اورگن)
پاین هالو (به انگلیسی: Pine Hollow) یک منطقهٔ مسکونی در ایالات متحده آمریکا است که در شهرستان واسکو، اورگن واقع شده‌است. پاین هالو ۶٫۷ کیلومتر مربع مساحت و ۴۲۴ نفر جمعیت دارد و ۵۷۵ متر بالاتر از سطح دریا واقع شده‌است.